# Campionati europei di tiro con l'arco
I Campionati europei di tiro con l'arco sono una competizione di tiro con l'arco organizzata da World Archery Europe. Si svolge un campionato distinto per ogni disciplina riconosciuta.

## Edizioni
1968-2012: Campionati Europei di Tiro con l'Arco del Mediterraneo
2014 - : Campionati Europei di Tiro con l'Arco
Federazione Europea e Mediterranea di Tiro con l'Arco  (EMAU dall'inglese European and Mediterranean Archery Union) = 17 Aprile 1988
World Archery Europe (WAE) = 20 maggio 2012

### OUTDOOR (All'aperto)
Campionato europeo di tiro con l'arco outdoor
Fonte: https://sport-record.de/archery/outdoor-wae.html#ech (Risultati completi)
Coppa Europa
I. 1965, 20-24 agosto Norimberga RFG
II. 1966, 4 settembre Varese ITA
III. 1967, 20-21 maggio Ginevra SUI
Campionato europeo non ufficiale
1968, 6-7 settembre Reutte AUT
1970, 10 - 11 luglio  Hradec Králové TCH
| Edizione                                               | Anno | Città          | Paese ospitante | Eventi |
| ------------------------------------------------------ | ---- | -------------- | --------------- | ------ |
| Campionati Europei di Tiro con l'Arco                  |      |                |                 |        |
| 1                                                      | 1968 | Reutte         | Austria         | 4      |
| 2                                                      | 1970 | Hradec Králové | Cecoslovacchia  | 4      |
| 3                                                      | 1972 | Walferdange    | Lussemburgo     | 4      |
| 4                                                      | 1974 | Zagreb         | Jugoslavia      | 4      |
| 5                                                      | 1976 | Copenhagen     | Danimarca       | 4      |
| 6                                                      | 1978 | Stoneleigh     | Regno Unito     | 4      |
| Campionati Europei di Tiro con l'Arco del Mediterraneo |      |                |                 |        |
| 7                                                      | 1980 | Compiègne      | Francia         | 4      |
| 8                                                      | 1982 | Kecskemét      | Ungheria        | 4      |
| 9                                                      | 1986 | İzmir          | Turchia         | 4      |
| 10                                                     | 1988 | Luxembourg     | Lussemburgo     | 4      |
| 11                                                     | 1990 | Barcelona      | Spagna          | 4      |
| 12                                                     | 1992 | Valletta       | Malta           | 4      |
| 13                                                     | 1994 | Nymburk        | Rep. Ceca       | 8      |
| 14                                                     | 1996 | Kranjska Gora  | Slovenia        | 8      |
| 15                                                     | 1998 | Boé – Agen     | Francia         | 8      |
| 16                                                     | 2000 | Antalya        | Turchia         | 8      |
| 17                                                     | 2002 | Oulu           | Finlandia       | 8      |
| 18                                                     | 2004 | Brussels       | Belgio          | 8      |
| 19                                                     | 2006 | Athens         | Grecia          | 8      |
| 20                                                     | 2008 | Vittel         | Francia         | 8      |
| 21                                                     | 2010 | Rovereto       | Italia          | 10     |
| 22                                                     | 2012 | Amsterdam      | Paesi Bassi     | 10     |
| Campionati Europei di Tiro con l'Arco                  |      |                |                 |        |
| 23                                                     | 2014 | Vagharshapat   | Armenia         | 10     |
| 24                                                     | 2016 | Nottingham     | Regno Unito     | 10     |
| 25                                                     | 2018 | Legnica        | Polonia         | 10     |
| 26                                                     | 2021 | Antalya        | Turchia         | 10     |
| 27                                                     | 2022 | Munich         | Germania        | 10     |
| 28                                                     | 2024 | Rhine-Ruhr     | Germania        | 10     |

### Indoor (al chiuso)
Campionato Europeo di Tiro con l'Arco Indoor
Fonte: https://sport-record.de/archery/indoor-wae.html (Risultati completi)
| Edizione | Anno | Città     | Paese ospitante     | Eventi |
| -------- | ---- | --------- | ------------------- | ------ |
| 1        | 1983 | Falun     | Svezia              | 4      |
| 2        | 1985 | Odense    | Danimarca           | 4      |
| 3        | 1987 | Paris     | Francia             | 4      |
| 4        | 1989 | Athens    | Grecia              | 4      |
| 5        | 1996 | Mol       | Belgio              | 8      |
| 6        | 1998 | Oldenburg | Germania            | 8      |
| 7        | 2000 | Spała     | Polonia             | 8      |
| 8        | 2002 | Ankara    | Turchia             | 8      |
| 9        | 2004 | Sassari   | Italia              | 8      |
| 10       | 2006 | Jaén      | Spagna              | 8      |
| 11       | 2008 | Turin     | Italia              | 15     |
| 12       | 2010 | Poreč     | Croazia (bandiera)  | 16     |
| 13       | 2011 | Cambrils  | Spagna (bandiera)   | 16     |
| 14       | 2013 | Rzeszów   | Polonia (bandiera)  | 16     |
| 15       | 2015 | Koper     | Slovenia (bandiera) | 14     |
| 16       | 2017 | Vittel    | Francia (bandiera)  | 16     |
| 17       | 2019 | Samsun    | Turchia (bandiera)  | 16     |
| 18       | 2022 | Laško     | Slovenia (bandiera) | 22     |
| 19       | 2023 | Samsun    | Turchia (bandiera)  | 22     |
| 20       | 2024 | Varaždin  | Croazia (bandiera)  | 22     |
| 21       | 2025 | Samsun    | Turchia (bandiera)  | 22     |
| 22       | 2026 | Plovdiv   | Bulgaria (bandiera) | 22     |

### Campo (Senior/Junior)
https://sport-record.de/archery/field-wae.html
| Edizione | Anno | Città        | Paese ospitante | Eventi |
| -------- | ---- | ------------ | --------------- | ------ |
| 1        | 1970 | Rhondda      | Regno Unito     | 4      |
| 2        | 1972 | Passariano   | Italia          | 4      |
| 3        | 1974 | Zagreb       | Jugoslavia      | 4      |
| 4        | 1976 | Mölndal      | Svezia          | 4      |
| 5        | 1978 | Genève       | Svizzera        | 4      |
| 6        | 1980 | Compiègne    | Francia         | 4      |
| 7        | 1982 | Kingsclere   | Regno Unito     | 4      |
| 8        | 1984 | Hyvinkää     | Finlandia       | 4      |
| 9        | 1986 | Radstadt     | Austria         | 4      |
| 10       | 1988 | Bolzano      | Italia          | 4      |
| 11       | 1995 | Lillehammer  | Norvegia        | 8      |
| 12       | 1997 | Ardesio      | Italia          | 8      |
| 13S/1J   | 1999 | Bovec        | Slovenia        | 8      |
| 14S/2J   | 2001 | Železná Ruda | Rep. Ceca       | 8      |
| 15S/3J   | 2003 | Vagney       | Francia         | 8      |
| 16S/4J   | 2005 | Rogla        | Slovenia        | 8      |
| 17S/5J   | 2007 | Bjelovar     | Croazia         | 8      |
| 18S/6J   | 2009 | Champagnac   | Francia         | 8      |
| 19S/7J   | 2011 | Montevarchi  | Italia          | 8      |
| 20S/8J   | 2013 | Terni        | Italia          | 8      |
| 21S/9J   | 2015 | Rzeszow      | Polonia         | 8      |
| 22S/10J  | 2017 | Koper        | Slovenia        | 8      |
| 23S/11J  | 2019 | Mokrice      | Slovenia        | 8      |
| 24S/12J  | 2021 | Poreč        | Croazia         | 11     |
| 25S/13J  | 2023 | Cesena       | Italia          | 11     |
| 26S/14J  | 2025 | Książ        | Polonia         | 11     |

### SAGOME 3D
https://sport-record.de/archery/3d-wae.html
| Edizione | Anno | Città ospitante | Paese ospitante | Eventi |
| -------- | ---- | --------------- | --------------- | ------ |
| 1        | 2008 | Punta Umbria    | Spagna          | 10     |
| 2        | 2010 | Sassari         | Italia          | 10     |
| 3        | 2012 | Trakošćan       | Croazia         | 10     |
| 4        | 2014 | Tallin          | Estonia         | 10     |
| 5        | 2016 | Mokrice         | Slovenia        | 10     |
| 6        | 2018 | Goteborg        | Svezia          | 10     |
| 7        | 2021 | Maribor         | Slovenia        | 10     |
| 8        | 2023 | Cesana          | Italia          | 10     |

### Paraolimpico
| Edizione | Anno | Città ospitante     | Paese ospitante | Eventi |
| -------- | ---- | ------------------- | --------------- | ------ |
| 1        | 2006 | Nymburk             | Repubblica Ceca |        |
| 2        | 2010 | Vichy               | Francia         |        |
| 3        | 2014 | Nottwil             | Svizzera        |        |
| 4        | 2016 | Saint-Jean-de-Monts | Francia         |        |
| 5        | 2018 | Pilsen              | Repubblica Ceca |        |
| 6        | 2020 | Olbia               | Italia          |        |

### Università
Campionati Europei Universitari

### Balestra
https://www.worldcrossbow.com/
3° Campionato Europeo di Balestra 2009
Campionati Europei di Balestra di Campo 2013 Innsbruck

### Club
https://sport-record.de/archery/outdoor-wae.html#ectc